# Heteroichneumon rasnitsyni

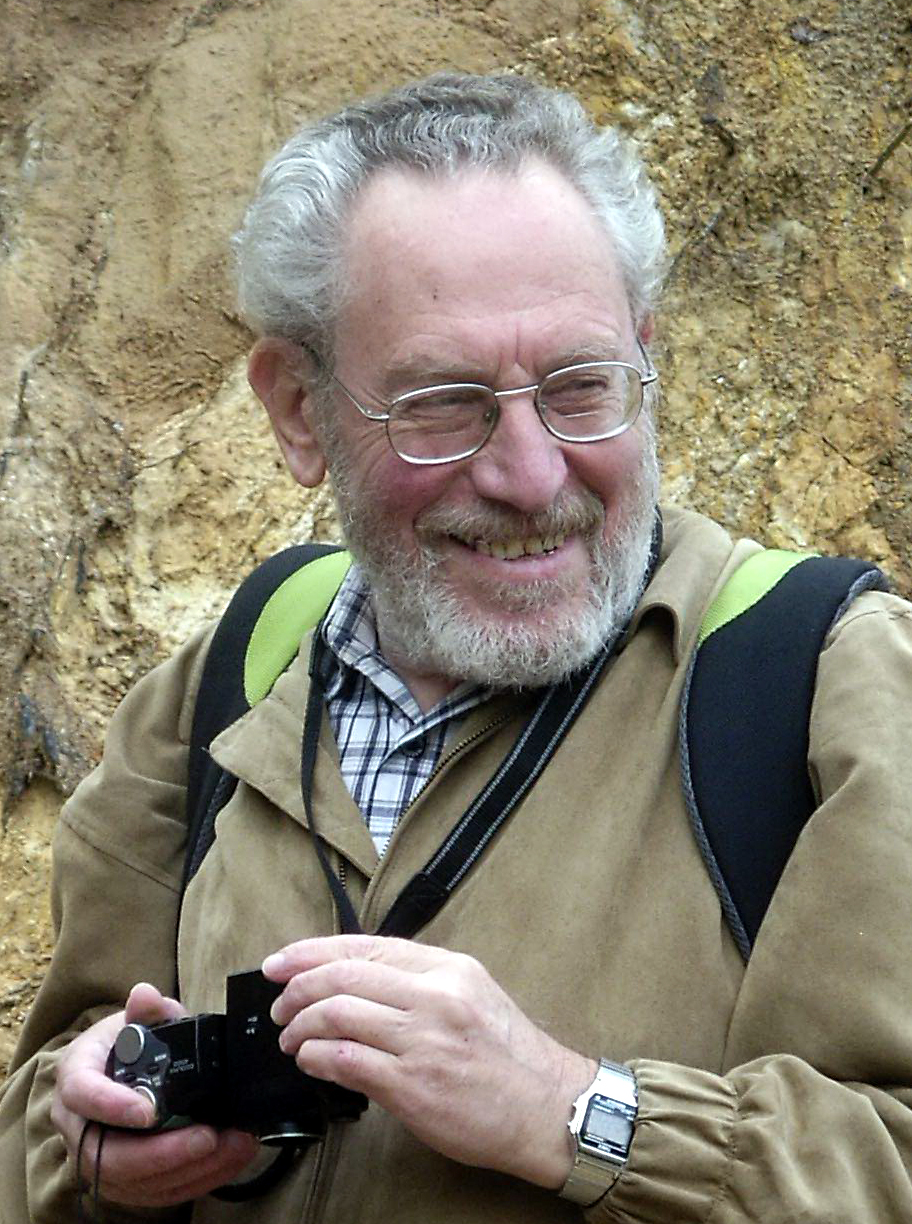
Вид Rasnichneumon alexandri был назван в честь Александра Павловича Расницына.

Heteroichneumon rasnitsyni (лат.) — ископаемый вид наездников-ихневмонид, единственный в составе рода Heteroichneumon из подсемейства Novichneumoninae (Ichneumonidae). Бирманский янтарь, Мьянма, меловой период, возраст находки 99 млн лет.

## Описание
Мелкие наездники. Длина тела 2,6 мм, длина переднего крыла 1,7 мм (ширина 0,8 мм). Усики 19-члениковые, нитевидные, длина 2,4 мм. Нотаули соединяются перед скутеллюмом, образуя сильную срединную борозду, доходящую до заднего края среднеспинки. Переднее крыло с 1-Rs, отходящими от C+Sc+R далеко перед основанием птеростигмы; зеркальце открытое, без следов r-m, 2-Rs чуть длиннее 2+3-M, сходятся под отчетливо тупым углом. Заднее крыло с 1-Rs в 0,5 раза длиннее r-m, нервеллюс оборван ниже середины, 2-Cu имеется. Яйцеклад игловидный, не зазубренный, в 0,3 раза длиннее переднего крыла.
Вид был впервые описан в 2021 году гименоптерологом Дмитрием Копыловым (Палеонтологический институт РАН, Москва, Россия) с соавторами из Китая. Сходен с ископаемыми родами и видами из подсемейства †Novichneumoninae: †Rasnichneumon alexandri, †Heteropimpla pulverulenta, †Rogichneumon braconidicus. От других Novichneumoninae отличается наличием нотаулей, соединяющихся перед скутеллюмом, а также (кроме Heteropimpla) отличается наличием 2-Cu в заднем крыле; от Heteropimpla отличается наличием открытого зеркальца; от Caloichneumon и Rasnichneumon отличается наличием большего числа члеников жгутика. Видовое название H. rasnitsyni дано в честь крупного российского энтомолога Александр Павловича Расницына (Палеонтологический институт РАН, Москва).